# Campionat d'Itàlia d'hoquei sobre patins femení
El Campionat d'Itàlia d'hoquei sobre patins femení (en italià: Campionato femminile di hockey su pista), denominada Serie A Femminile, és una competició esportiva de clubs d'hoquei sobre patins italians, creada la temporada 1986-87. De caràcter anual, està organitzada per la Federació Italiana de Patinatge. Hi participen sis equips que disputen la competició en format de lligueta a doble volta. Els quatre millors classificats disputen una fase final en format de final a quatre. L'equip vencedor del torneig és declarat campió d'Itàlia d'hoquei sobre patins. Té dret a participar en la Copa d'Europa d'hoquei sobre patins femenina de la temporada següent.
La competició va popularitzar-se ràpidament ja durant els primers anys es van inscriure's catorze equips. A més, l'alt nivell del torneig va provocar que la selecció italiana aconseguís els dos primers Campionat d'Europa d'hoquei sobre patins (1991 i 1993). Tanmateix, durant la dècada dels 2000, degut a la manca de relleu generacional va provocar que es reduís considerablement el nombre d'equips participants, celebrant-se campionats no oficials o suspenent-se la competició. Des de la temporada 2012-13 se celebra de forma regular.
El dominador de la competició és l'Skaters' Molfetta amb set títols.

## Equips participants
A la temporada 2020-21 hi participen sis equips:
- Agrate Brianza
- Amatori Modena
- Roller Matera
- Roller Hockey Scandiano
- Hockey Valdagno
- Pro Vercelli-Trino

## Historial
| En negreta = Equip guanyador (1) = Nombre de campionats Nota: Noms dels equips segons l'època |

| Edició                          | Temp.                           | Data                                                       | Campió                                                     | Resultat                                                   | Subcampió                                                  | Seu                                                        | refs  |
| ------------------------------- | ------------------------------- | ---------------------------------------------------------- | ---------------------------------------------------------- | ---------------------------------------------------------- | ---------------------------------------------------------- | ---------------------------------------------------------- | ----- |
| I                               | 1986-87                         | 31-05-1987                                                 | Rollen Pordenone (1)                                       | 11-1                                                       | Hockey Novara                                              | Pordenone                                                  |       |
| II                              | 1987-88                         | N/D                                                        | Skaters' Molfetta (1)                                      | lligueta                                                   | Rollen Pordenone                                           | Biassono                                                   |       |
| III                             | 1988-89                         |                                                            | Rollen Pordenone (2)                                       |                                                            |                                                            |                                                            |       |
| IV                              | 1989-90                         | 03-06-1990                                                 | Rollen Pordenone (3)                                       |                                                            |                                                            | Palasport de Mòdena                                        |       |
| V                               | 1990-91                         |                                                            | Skaters' Molfetta (2)                                      |                                                            |                                                            |                                                            |       |
| VI                              | 1991-92                         |                                                            | Ragazze Molfetta (1)                                       |                                                            |                                                            |                                                            |       |
| VII                             | 1992-93                         |                                                            | Skaters' Molfetta (3)                                      |                                                            |                                                            |                                                            |       |
| VIII                            | 1993-94                         |                                                            | Skaters' Molfetta (4)                                      |                                                            |                                                            |                                                            |       |
| IX                              | 1994-95                         |                                                            | Ragazze Molfetta (2)                                       |                                                            |                                                            |                                                            |       |
| X                               | 1995-96                         |                                                            | Skaters' Molfetta (5)                                      |                                                            |                                                            |                                                            |       |
| XI                              | 1996-97                         |                                                            | Ragazze Molfetta (3)                                       |                                                            |                                                            |                                                            |       |
| XII                             | 1997-98                         |                                                            | Skating Cagliari (1)                                       |                                                            |                                                            |                                                            |       |
| XIII                            | 1998-99                         |                                                            | Ragazze Molfetta (4)                                       |                                                            |                                                            |                                                            |       |
| XIV                             | 1999-00                         |                                                            | Skaters' Molfetta (5)                                      |                                                            |                                                            |                                                            |       |
| XV                              | 2000-01                         |                                                            | Skaters' Molfetta (6)                                      |                                                            |                                                            |                                                            |       |
| no oficial                      | 2001-02                         |                                                            | Tabasco Cagliari                                           |                                                            |                                                            |                                                            |       |
| XVI                             | 2002-03                         |                                                            | Roller Bassano (1)                                         |                                                            |                                                            |                                                            |       |
| XVII                            | 2003-04                         |                                                            | Amatori Breganze (1)                                       |                                                            |                                                            |                                                            | [ 3 ] |
| XVIII                           | 2004-05                         |                                                            | Amatori Breganze (2)                                       |                                                            |                                                            |                                                            | [ 3 ] |
| XIX                             | 2005-06                         |                                                            | Amatori Breganze (3)                                       |                                                            |                                                            |                                                            | [ 3 ] |
| no oficial                      | 2006-07                         |                                                            | Amatori Breganze                                           |                                                            |                                                            |                                                            |       |
| no oficial                      | 2007-08                         |                                                            | SPV Viareggio                                              |                                                            |                                                            |                                                            |       |
| no es disputà entre 2008 i 2012 | no es disputà entre 2008 i 2012 | no es disputà entre 2008 i 2012                            | no es disputà entre 2008 i 2012                            | no es disputà entre 2008 i 2012                            | no es disputà entre 2008 i 2012                            | no es disputà entre 2008 i 2012                            | [ 3 ] |
| XX                              | 2012-13                         | 09-12-2012                                                 | Hockey Bassano (1)                                         | 7-4                                                        | SPV Viareggio                                              | Palasport di Sandrigo                                      | [ 4 ] |
| XXI                             | 2013-14                         | N/D                                                        | Hockey Bassano (2)                                         | lligueta                                                   | HP Matera                                                  | Breganze                                                   | [ 5 ] |
| XXII                            | 2014-15                         |                                                            | HP Matera (1)                                              |                                                            |                                                            |                                                            |       |
| XXIII                           | 2015-16                         |                                                            | Real Breganze (4)                                          |                                                            |                                                            |                                                            |       |
| XXIV                            | 2016-17                         |                                                            | Real Breganze (5)                                          |                                                            |                                                            |                                                            |       |
| XXV                             | 2017-18                         | N/D                                                        | HP Matera (2)                                              | 4-0 / 2-9                                                  | Hockey Pesaro                                              | Final a doble partit                                       | [ 6 ] |
| XXVI                            | 2018-19                         | 09-06-2019                                                 | Hockey Pesaro (1)                                          | 6-4                                                        | HP Matera                                                  |                                                            | [ 7 ] |
| XXVI                            | 2019-20                         | Edició cancel·lada pel risc públic de contagi del COVID-19 | Edició cancel·lada pel risc públic de contagi del COVID-19 | Edició cancel·lada pel risc públic de contagi del COVID-19 | Edició cancel·lada pel risc públic de contagi del COVID-19 | Edició cancel·lada pel risc públic de contagi del COVID-19 |       |
| XXVII                           | 2020-21                         | 20-06-2021                                                 | Roller Matera (3)                                          | 5-3                                                        | HC Valdagno                                                | Pattinodromo de Forlì                                      | [ 8 ] |
| XXVIII                          | 2021-22                         | 12-06-2022                                                 | HC Valdagno (1)                                            | 4-3                                                        | Roller Matera                                              | Palalido de Valdagno                                       | [ 9 ] |